# Ngỗng Brecon Buff
Ngỗng Brecon Buff là một giống ngỗng nhà có nguồn gốc từ xứ Wales.